# 自由粒子
自由粒子 (英: free particle) は束縛されていない粒子である。古典力学的には、場の影響を受けていない ("field-free") 空間に存在する粒子を意味する（粒子は外力を受けない）。そのため、自由粒子のポテンシャルエネルギーはその位置によらず一定である。

## 古典的自由粒子
古典力学的な自由粒子は単純に一定の速度によって特徴付けられる。その運動量は
{\displaystyle \mathbf {p} =m\mathbf {v} }
であり、そのエネルギーは
{\displaystyle E={\frac {1}{2}}mv^{2}}
である。ここで、m は粒子の質量、 v は粒子の速度ベクトルである。

## 非相対論的量子力学自由粒子
非相対論的量子力学において、初期状態が{\displaystyle \psi _{0}(\mathbf {x} )}である自由粒子のシュレーディンガー方程式は以下のとおりである：
{\displaystyle i\hbar {\frac {\partial }{\partial t}}\psi (\mathbf {x} ,t)=-{\frac {\hbar ^{2}}{2m}}\sum _{j=1}^{d}{\partial ^{2} \over \partial x_{j}{}^{2}}\ \psi (\mathbf {x} ,t)}　　　　…(1)
{\displaystyle \psi (\mathbf {x} ,0)=\psi _{0}(\mathbf {x} )}               …(2)
である。ここでx=(x1,...,xd)はd次元空間Rdの元であり、m>0は質量を表す定数である。物理的には次元dは3とするが、方程式の解法は3以外のdに関しても同様なので、以下dは3とは仮定しない。

### 絶対可積分な場合
本節では{\displaystyle \psi (\mathbf {x} ,t)}および{\displaystyle \psi _{0}(\mathbf {x} )}
がxに関して全空間Rd上での絶対可積分性（＝絶対値のRd上ルベーグ積分が有限値である事）を仮定した上で、(1)、(2)の解を導く。波動関数{\displaystyle \psi (\mathbf {x} ,t)}、{\displaystyle \psi _{0}(\mathbf {x} )}は一般には(自乗可積分ではあっても)絶対可積分とは限らないため、この仮定は常に成り立つわけではない。そこで次節ではこのような仮定を置かない一般の場合の解法を述べる。

#### 解法
仮定より{\displaystyle \psi (\mathbf {x} ,t)}はxに関して絶対可積分であるので、変数xに関するフーリエ変換
{\displaystyle {\hat {\psi }}(\mathbf {p} ,t)={1 \over (2\pi )^{d/2}}\int _{\mathbf {R} ^{d}}\mathrm {e} ^{-i\mathbf {p} \mathbf {x} /\hbar }\psi (\mathbf {x} ,t)\mathrm {d} \mathbf {x} }
が定義でき、{\displaystyle {\hat {\psi }}(\mathbf {p} ,t)}も可積分である。
(1)、(2)の両辺をフーリエ変換する事で、
{\displaystyle i\hbar {\frac {\partial }{\partial t}}{\hat {\psi }}(\mathbf {p} ,t)={\frac {|\mathbf {p} |^{2}}{2m}}\ {\hat {\psi }}(\mathbf {p} ,t)}　　　　　　…(1')
{\displaystyle {\hat {\psi }}(\mathbf {p} ,0)={\hat {\psi }}_{0}(\mathbf {p} )}             　　　　　　…(2')
を得る。ここで{\displaystyle {\hat {\psi }}_{0}(\mathbf {p} )}は{\displaystyle \psi _{0}(\mathbf {p} )}のフーリエ変換である。
(1')、(2')は容易に解くことができて、
{\displaystyle {\hat {\psi }}(\mathbf {p} ,t)=\mathrm {exp} \left(-{i \over 2m\hbar }|\mathbf {p} |^{2}t\right){\hat {\psi }}_{0}(\mathbf {p} )}
である。

#### 解
最後に上式をpに関して逆フーリエ変換して、(1)、(2)の一般解
{\displaystyle \psi (\mathbf {x} ,t)=\int _{\mathbf {R} ^{d}}\mathrm {exp} \left({i \over \hbar }(\mathbf {p} \mathbf {x} -E(\mathbf {p} )t)\right){\hat {\psi }}_{0}(\mathbf {p} )\mathrm {d} \mathbf {p} }    …(a)
を得るT09:p205。ここで
{\displaystyle E(\mathbf {p} )={|\mathbf {p} |^{2} \over 2m}.}　　　　...(b)
積のフーリエ逆変換が畳み込み積に対応している事を利用して(a)のフーリエ逆変換を具体的に計算することで、
{\displaystyle \psi (\mathbf {x} ,t)=\left({m \over 2\pi i\hbar t}\right)^{n/2}\int _{\mathbf {R} ^{d}}\mathrm {exp} \left({im|\mathbf {x} -\mathbf {y} |^{2} \over 2\hbar t}\right)\psi _{0}(\mathbf {y} )\mathrm {d} \mathbf {y} }    …(c)
と書くこともできる。なお、{\displaystyle \mathrm {exp} \left(-{i \over 2m\hbar }|\mathbf {p} |^{2}t\right)}がRd上の可積分関数でない関係で(a)から(c)を直接得ることはできず、代わりに{\displaystyle \mathrm {exp} \left(-{i+\varepsilon  \over 2m\hbar }|\mathbf {p} |^{2}t\right)}を考えてフーリエ逆変換した上で、ε→0とする必要があるT09:p206。

### 一般の場合
波動関数{\displaystyle \psi (\mathbf {x} ,t)}および{\displaystyle \psi _{0}(\mathbf {x} )}は一般には(自乗可積分ではあっても)絶対可積分とは限らないため、一般の場合の解を得るには前節の議論を修正する必要がある。

#### 解法
前節との違いはフーリエ変換の定義である。{\displaystyle \psi (\mathbf {x} ,t)}(および{\displaystyle \psi _{0}(\mathbf {x} )})の全空間{\displaystyle \mathbf {R} ^{d}}上での絶対可積分性を仮定していないため、{\displaystyle \mathbf {R} ^{d}}上のフーリエ積分
{\displaystyle {1 \over (2\pi )^{d/2}}\int _{\mathbf {R} ^{d}}\mathrm {e} ^{-i\mathbf {p} \mathbf {x} /\hbar }\psi (\mathbf {x} ,t)\mathrm {d} \mathbf {x} }
は一般には意味を持たない。
そこでまず原点中心の半径rの球体B(0,r)上のフーリエ積分
{\displaystyle {1 \over (2\pi )^{d/2}}\int _{B(0,r)}\mathrm {e} ^{-i\mathbf {p} \mathbf {x} /\hbar }\psi (\mathbf {x} ,t)\mathrm {d} \mathbf {x} }
を考え、この積分のL2極限
{\displaystyle {\underset {r\to \infty }{\mathrm {l.\!i.\!m} }}{1 \over (2\pi )^{d/2}}\int _{B(0,r)}\mathrm {e} ^{-i\mathbf {p} \mathbf {x} /\hbar }\psi (\mathbf {x} ,t)\mathrm {d} \mathbf {x} }
によりフーリエ変換を定義する新井(p197)。
ここでL2極限l.i.mは以下のように定義される:
{\displaystyle {\underset {r\to \infty }{\mathrm {l.\!i.\!m} }}~F(r)=A{\overset {\mathrm {def} }{\iff }}\lim _{r\to \infty }\int _{\mathbf {R} ^{d}}|F(r)-A|^{2}\mathrm {d} r=0.}
なお、波動関数{\displaystyle \psi (\mathbf {x} ,t)}がxに関して自乗可積分である事から、B(0,r)上での{\displaystyle \psi (\mathbf {x} ,t)}の絶対可積分性は保証されるので、B(0,r)上のフーリエ積分は意味を持つ。

#### 解
以上の理由により、一般の場合の解は、(a)、(c)の右辺の積分をL2極限に置き換えた以下のものとなるT09:p206：
{\displaystyle \psi (\mathbf {x} ,t)={\underset {r\to \infty }{\mathrm {l.\!i.\!m} }}\int _{B(0,r)}\mathrm {exp} \left({i \over \hbar }(\mathbf {p} \mathbf {x} -E(\mathbf {p} )t)\right){\hat {\psi }}_{0}(\mathbf {p} )\mathrm {d} \mathbf {p} }   　...(a')
{\displaystyle \psi (\mathbf {x} ,t)=\left({m \over 2\pi i\hbar t}\right)^{n/2}{\underset {r\to \infty }{\mathrm {l.\!i.\!m} }}\int _{B(0,r)}\mathrm {exp} \left({im|\mathbf {x} -\mathbf {y} |^{2} \over 2\hbar t}\right)\psi _{0}(\mathbf {y} )\mathrm {d} \mathbf {y} }   ...(c')
ここでE(p)は(b)で定義されたものである。

## 相対論的自由粒子
相対論的な自由粒子を記述する方程式はさまざまある。自由粒子解の記述についてはそれぞれの記事を参照のこと。
- クライン-ゴルドン方程式は荷電または中性、スピンなしの相対論的量子力学粒子を記述する。

- ディラック方程式は相対論的電子（荷電、スピン1/2）を記述する。

## 文献
- [T09] Gerald Teschl (2009年4月1日). “Mathematical Methods in Quantum Mechanics With Applications to Schrodinger Operators SECOND EDITION+”.  ウィーン大学. 2017年9月13日閲覧。
- [新井97] 新井朝雄 (1997/1/25). ヒルベルト空間と量子力学. 共立講座２１正規の数学１６. 共立出版